# Stadt im Meer
Stadt im Meer ist ein britisch-US-amerikanischer Science-Fiction-Film aus dem Jahr 1965. Der Film ist der letzte Kinofilm, den der Regisseur Jacques Tourneur inszenierte. Das Drehbuch basiert auf dem Gedicht City in the Sea von Edgar Allan Poe.

## Handlung
Die junge Amerikanerin Jill Tregellis ist Besitzerin eines Hotels an der Küste von Cornwall. Während eines Sturms wird die Leiche des Anwalts und Hotelgasts Mr. Penrose ans Ufer gespült, dessen Gesicht vor Angst verzerrt ist. Gefunden wird der Tote von Ben Harris, einem Geologen und weiteren Hotelgast, der sofort Jill und ihren Freund, den exzentrischen Künstler Harold Tufnell-Jones, im Hotel unterrichtet. Die drei stoßen in Mr. Penrose’ Arbeitszimmer auf eine geheimnisvolle Kreatur, die allerdings flüchten kann.
In der Nacht verschwindet Jill aus dem Hotel. Ben und Harold machen sich auf die Suche und finden eine Spur aus Seetang. Sie folgen der Spur und entdecken dabei einen Durchgang zu der untergegangenen Stadt Lyonesse. Die Unterwasserstadt, die unter der Herrschaft des Kapitäns steht, ist von aktiven Vulkanen umgeben. Der Kapitän hat Jill entführen lassen, weil sie seiner verstorbenen Ehefrau sehr ähnlich sieht. Auch den toten Hotelgast hat der Kapitän entführen lassen, weil er um das Wohl seiner Stadt fürchtet und dringend einen Seismologen braucht.
Durch ein besonderes Gasgemisch sind die Bewohner von Lyonesse unsterblich. Nur diejenigen, die sich eines Verbrechens schuldig gemacht haben, müssen sterben und werden von der geheimnisvollen Kreatur hingerichtet. Der Geistliche Jonathan Ives gerät unter Anklage. Er wird von Ben und Harold gerettet. Die drei können zusammen mit Jill aus der Stadt entkommen, die von einem ausbrechenden Vulkan zerstört wird. Auch der Kapitän kann der Katastrophe entkommen, doch er stirbt, als er die Meeresoberfläche erreicht.

## Kritiken
Das Lexikon des internationalen Films beschrieb den Film als „Science-Fiction-Film nach einem Gedicht von Edgar Allan Poe, überfrachtet, zerdehnt und reichlich melodramatisch.“
Die Filmzeitschrift Cinema befand: „Der 1977 verstorbene Regisseur Jacques Tourneur (‘Katzenmenschen’) gilt als Meister des eleganten Genrefilms. Auch dieses letzte Kinowerk beginnt sehr schick. Später trüben billige Dekors den Spaß.“ Das Magazin zog das Fazit: „Nach tollem Start säuft die Sache ab.“
Das Magazin „Time Out London“ bezeichnete das Werk als geschmackloses Abenteuer, eine traurige Enttäuschung mit gelegentlichen einfallsreichen Momenten, aber überraschend wenig Atmosphäre. Die Besetzung sei bis auf Price trostlos, wobei die Geschichte flott genug weitergeführt werde.
Dennis Schwartz schrieb im Onlineportal „Ozus' World“, der Film sei ein Stück Enttäuschung.

## Hintergrund
Die Uraufführung des Films fand in den USA am 26. Mai 1965 unter dem Titel War Gods of the Deep statt. In Großbritannien erschien er erst einen Monat später. In Deutschland wurde Tourneurs Werk zuerst am 18. Oktober 1969 im Fernsehen der ehemaligen DDR (Sendetitel Die Stadt unter dem Meer) ausgestrahlt. In der Bundesrepublik wurde der Film erstmals am 4. Juni 1972 in der ARD gezeigt.
Der Film wurde vor Ort an der Küste von Cornwall, die Unterwasserszenen auf den Bahamas gedreht.
Das Werk war nicht nur Tourneurs letzte Regiearbeit an einem Kinofilm, es war auch der letzte Film des Schauspielers Henry Oscar.
Für die Szenen des Untergangs der Stadt Lyonesse wurde Filmmaterial des japanischen Films U 2000 – Tauchfahrt des Grauens von Ishirō Honda genutzt.

## Synchronisation
Es existieren zwei deutsche Synchronfassungen, eine für die DDR und eine für die BRD. Die Ost-Fassung entstand im DEFA Studio für Synchronisation, Ost-Berlin. Gerhard Jäckel schrieb das Dialogbuch und Wolfgang Thal führte Regie.
| Rolle            | Darsteller       | Synchronsprecher (DDR 1969) | Synchronsprecher (BRD 1972) |
| ---------------- | ---------------- | --------------------------- | --------------------------- |
| Kapitän Sir Hugh | Vincent Price    | Gerd Biewer                 | Wolf Ackva                  |
| Harold           | David Tomlinson  | ?                           | Gerd Martienzen             |
| Ben              | Tab Hunter       | Jürgen Kluckert             | Berno von Cramm             |
| Jill             | Susan Hart       | Gisela Büttner              | Emely Reuer                 |
| Jonathan Ives    | John Le Mesurier | ?                           | Wolfgang Büttner            |
| Dan              | Derek Newark     | ?                           | Franz Rudnick               |